# Shitori-jinja
Le Shitori-jinja (倭文神社) est un sanctuaire shinto situé à Yurihama, préfecture de Tottori au Japon.
Ce sanctuaire conserve des objets de la nécropole sutra (1103) qui sont désignés trésors nationaux,.